# Hämndens väg
Hämndens väg, originaltitel Riding Shotgun, är en amerikansk westernfilm från 1954 regisserad av André De Toth.

## Handling
Efter att Larrys familjemedlemmar dödats vid ett diligensrån tar han jobb som diligensvakt med förhoppningen att råka på rånarna. När han blir överfallen tar rånarna diligensvagnen för att locka de styrande ut ur den närliggande staden. De lämnar Larry i tron att han är död. Han tar sig till staden för att varna invånarna om det kommande anfallet. De tror honom inte, utan beskyller honom i stället för att vara en av rånarna och ber sheriffen att arrestera honom. Under tiden gömmer sig Larry på en lokal saloon i väntan på sitt nästa drag.

## Om filmen
Filmen är inspelad i Santa Susana och Calabasas, båda i Kalifornien, USA. Den hade världspremiär i New York den 1 april 1954.

## Rollista
- Randolph Scott – Larry Delong
- Wayne Morris – vicesheriff Tub Murphy
- Joan Weldon – Orissa Flynn
- Joe Sawyer – Tom Biggert
- James Millican – Dan Marady
- Charles Bronson – Pinto
- James Bell – Doc Winkler
- Fritz Feld – Fritz
- Richard Garrick – Walters
- Vic Perrin – ryttare med lynchningsrep
- John Baer – Ross Hughes
- William Johnstone – överste Flynn

### Webbkällor
- Hämndens väg på Internet Movie Database (engelska)